# Jo confesso (pel·lícula)
Jo confesso (títol original en anglès I Confess) és una pel·lícula estatunidenca però rodada al Quebec el 1953, dirigida per Alfred Hitchcock i interpretada per Montgomery Clift, Anne Baxter i Karl Malden, i filmada en blanc i negre.
El guió està basat en una obra teatral francesa escrita per Paul Anthelmede l'any 1902: Nos Deux Consciences.
Hitchcock va ser nominat al Gran Premi del Festival de Canes de 1953 per aquesta pel·lícula.

## Repartiment
| - Montgomery Clift: Pare Michael William Logan - Anne Baxter: Ruth Grandfort - Karl Malden: Inspector Larrue - Brian Aherne: Willy Robertson - O.E. Hasse: Otto Keller - Roger Dann: Pierre Grandfort - Dolly Haas: Alma Keller - Charles Andre: Pare Millars |